# Поселення Шманьківці ІІ
Поселення Шманьківці II — щойновиявлена пам'ятка археології в селі Шманьківцях Заводської громади Чортківського району Тернопільської области України.

## Відомості
Розташоване у північній околиці села (урочище «Парники») — це південний схил гострого мису, який утворений правим берегом ставу.
Поселення відкрив Володимир Добрянський у 1987 році. Під час обстеження пам'ятки виявлено старожитності кошиловецької групи трипільської культури, голіградської групи культури Ґава-Голігради та черняхівської культури. 
У 2006 році поселення обстежували працівники Тернопільської обласної інспекції охорони пам'яток О. Дерех, А. Буда, В. Ільчишин.